# Wrota Europy
Wrota Europy – polski dramat wojenny z 1999 roku w reżyserii Jerzego Wójcika, oparty na opowiadaniu Melchiora Wańkowicza „Szpital w Cichiniczach”.

## Fabuła
Styczeń 1918. Trzy ochotniczki – siostry miłosierdzia - sanitariuszki przybywają do szpitala polowego I Korpusu Polskiego, mieszczącego się we dworze w Ciechiniczach (Cichiniczach) między Rohaczowem a Bobrujskiem na kresach wschodnich. Dla jednej z nich, Zosi, jest to świetna okazja, by odnaleźć zaginionego wcześniej brata. Gdy szpital wpada w ręce bolszewików, siostry muszą sobie radzić nie tylko z opieką nad pacjentami, ale również brutalnością wrogich żołnierzy. Zosia wykazuje się w tych okolicznościach nieprzeciętną odwagą.

## Obsada
- Alicja Bachleda-Curuś − Zosia
- Kinga Preis − Hala
- Agata Buzek − Henrietta
- Agnieszka Sitek − Ira
- Henryk Boukołowski − dr Mroczek
- Mariusz Bonaszewski − dr Lesiewski
- Małgorzata Rudzka − Lesiewska
- Piotr Szwedes − Smagły
- Piotr Adamczyk − Sztyller
- Katarzyna Groniec − Niewidoma
- Magda Teresa Wójcik − Kobieta
- Jan Kozaczuk[1] − Staszewicz
- Piotr Rzymyszkiewicz − kolega Staszewicza
- Andriej Jegorow − Andriej Anczew
- Aleksander Kalinowski − Rudy
- Michał Breitenwald − Żyd
- Jerzy Mularczyk − ranny

## Produkcja
Zdjęcia plenerowe kręcono w wiosce Krzesk-Majątek k. Siedlec oraz we Włodawie (cerkiew, synagoga).